# إرنست بيرس
إرنست بيرس (بالإنجليزية: Ernest Peirce)‏ (25 سبتمبر 1909 – 23 يناير 1998) هو ملاكم جنوب أفريقي راحل، مثّل بلاده في الألعاب الأولمبية الصيفية 1932.

## روابط خارجية
إرنست بيرس على موقع بوكس ريك (الإنجليزية) (registration required)
- إرنست بيرس على موقع أوليمبيديا (الإنجليزية)